# Elisa Lispector
Elisa Lispector -nascuda com a Leia Lispector- (Savran, Ucraïna, 24 de juliol de 1911-Rio de Janeiro, 6 de gener de 1989) fou una escriptora, professora i feminista brasilera de línia introspectiva que expressà amb els seus texts, les dificultats de l'existència; publicà novel·les i contes. Igual que la seua germana i també escriptora Clarice Lispector, algunes de les seues obres es caracteritzen per l'exacerbació de l'espai interior i la ruptura de la trama, tot i que de manera menys pronunciada.

## Vida i obra
Iniciada la Revolución russa de 1917, la família Lispector fou objecte de persecució: es refugien als pobles interiors d'Ucraïna. El 1920, embarquen cap a Brasil, i arriben a Maceió en març de 1922.
El 1925, es traslladen a Recife. Formada a l'Escola Normal, Elisa treballa com a professora infantil alguns anys; més tard, i ja a Rio de Janeiro, s'incorpora a l'administració pública federal. Durant aquesta època, col·laborar també en revistes literàries.
El 1945 publica la novel·la Além da fronteira, punt de partida d'una extensa obra marcada pels records de fugides i persecucions del passat i un sentit de perpetu desterrament. Fou inclosa dins del grup d'escriptores de la «nova literatura brasilera» de la dècada de 1940, entre Helena Silveira (1911-1988), Ondina Ferreira (1909), Elsie Lessa (1914-2000), entre d'altres.
Amb la publicació d'O muro de pedras, obra on comenta temes recurrents de l'existencialisme, que fou lloada per la crítica, rep els premis José Lins do Rego (1963) i Coelho Neto de l'Acadèmia Brasileira de Lletres (1964).
D'altra banda, debuta com a contista anys més tard —només al 1970— amb la publicació de Sangue no sol, a què seguirien Inventário (1977) i O tigre de Bengala (1985), pel qual rep el Premi Pen Club al 1986.
Mor el 6 de gener de 1989 a Rio de Janeiro, on havia establert la residència.

## Obres

### Novel·la
- Além da fronteira (1945).
- No exílio (1948).
- Ronda solitária (1954).
- O muro de pedras (1963).
- O dia mais longo de Thereza (1965).
- A última porta (1975)
- Corpo-a-corpo (1983).

### Conte
- Sangue no sol (1970).
- Inventário (1977).
- O tigre de Bengala (1985).